# Galicija (Španjolska)
Galicija (špa. Galicia, gal. Galiza ili Galicia) je španjolska autonomna zajednica smještena na krajnjem sjeverozapadu Pirenejskog poluotoka. Nalazi se na obali Atlantskog oceana, graniči na jugu s Portugalom, na istoku s Asturijom i Kastiljom i Leónom (provincije Zamora i León).
Galiciji također pripadaju otočje Cíes (kojeg čine otoci Faro, Monteagudo i San Martiño), otočje Ons (kojeg čine otoci Ons i Onza), i otočje Sálvora (kojeg čine otoci Sálvora, Vionta y Sagres), te drugi otoci kao što su Cortegada, Arosa, Sisargas i Malveiras; većina su dio Nacionalnog parka Islas Atlánticas (Atlantski otoci).
Galicija se dijeli na četiri provincije: La Coruña (gal. A Coruña), Lugo, Orense (gal. Ourense) i Pontevedra. Glavni grad je Santiago de Compostela. Galicija je priznata kao povijesna nacija u svom Statutu autonimije iz 1981. godine.
Službeni jezik u Galiciji, pored španjolskog, je i galješki jezik (španj. gallego, gal. galego). Jezik se smatra srodnim portugalskom jeziku, a prema nekim podjelama on je portugalski dijalekt.
Poznato je Svetište sv. Andrije u Teixidu.